# 2022年德涅斯特河沿岸袭击
2022年4月25日，东欧一個分離地區德涅斯特河沿岸发生了多起爆炸事件。當時恰逢2022年俄羅斯入侵烏克蘭時期。

## 背景
袭击发生一周前，一名俄罗斯高级军官提出要在德涅斯特河沿岸復興俄语。俄罗斯中央军区一位指挥官表示俄罗斯要全面控制乌克兰南部，並且還要打通通往德涅斯特河沿岸的陆地通道。

## 襲擊
第一次爆炸發生於德涅斯特河沿岸首都蒂拉斯波尔的国家安全部总部。當地民兵隨後封锁了事发地点附近的街道。 暫時没有人员伤亡報告，初步調查顯示此次襲擊是由榴弹发射器發動的攻擊。  
4月26日，一支德涅斯特河沿岸軍隊遭到袭击。德涅斯特河沿岸当局谴责这一事件为恐怖主义襲擊。同日，格里戈里奥波尔的一座大功率广播发射台也遭到袭击。
4月27日，德涅斯特河沿岸内政部报告说，一艘无人机飞过科巴斯纳上空，然後當地发生了火灾。德涅斯特河沿岸内政部表示，这些无人机来自乌克兰。 科巴斯纳當地有一个弹药库，这是东欧最大的弹药库之一。储存的武器已经过期，如果发生爆炸，爆炸的强度将与廣島與長崎原子彈爆炸相似。它目前由大约1,500名俄罗斯军队守卫。 

## 反应

### 德涅斯特河沿岸
袭击发生后，德涅斯特河沿岸军队宣布進入最高警戒状态。 

### 其他地區
袭击事件发生后，俄罗斯外交部副部长安德烈·鲁坚科暗示摩尔多瓦試圖入侵德涅斯特河沿岸，他表示俄當局必须對此進行干预。顿涅茨克人民共和国的领导人杰尼斯·普希林表示，在计划下一阶段的军事行动时，应该“考虑到德涅斯特河沿岸正在发生的事情”。 
德涅斯特河沿岸总统瓦季姆·克拉斯諾謝利斯基表示，他懷疑乌克兰是这次袭击的幕后黑手。乌克兰外交部表示，爆炸是俄罗斯占领南烏克蘭计划的一部分，目的是在入侵乌克兰期间打通德涅斯特河沿岸至克里米亚的陸路通道。
罗马尼亚外交部谴责此次袭击事件，并表示該國支持摩尔多瓦當局。罗马尼亚历史学家马里乌斯·奥普雷亚以及罗马尼亚人团结联盟等政黨呼吁摩尔多瓦應該和罗马尼亚團結一致，以避免俄罗斯入侵摩爾多瓦。